# Гелен Норт
Гелен Норт (англ. Helen F. (Florence) North); (31 січня 1921 , Ютіка, Нью-Йорк  — 21 січня 2012 , Честер, Пенсільванія і Свортмор, Пенсільванія ) — американська учена-класицистка, експертка з грецької та римської літератури. Доктор філософії (1945), емерит-професор Свортмор-коледжу, де викладала з 1948 року. Член Американського філософського товариства (1991).

## Походження та навчання
Норт народилася в родині Джеймса Х. і Кетрін (до шлюбу Дебболд) Норт. Її сестра Мері стала співавторкою. Закінчила Корнелльський університет (бакалавр, 1942), де вивчала класичну літературу. Там же здобула освітній ступінь магістра в 1943 році та освітньо-науковий ступінь доктора філософії в 1945 році.

## Наукова діяльність
Норт викладала в коледжі Розарі, штат Іллінойс, перш ніж стати викладачкою коледжу Свортмор у 1948 році, де залишалася до виходу на пенсію в 1991 році. Протягом цього часу вона також викладала в Барнард-коледжі, Колумбійському університеті, Вассар-коледжі та Корнельському університеті, де читала лекції Чарльза Біба Мартіна в 1972 році. Темою лекцій була «Щит Амфіарая: Відображення грецької етичної доктрини в літературі та мистецтві», вони пізніше були опубліковані як книга Норт «Від міфу до ікони» (Cornell University Press, 1979).
Гелен Норт мала давні зв'язки з Американською академією в Римі, починаючи з її призначення там стипендіаткою під час Другої світової війни в 1942 році; пізніше вона працювала в раді опікунів (1972—1975 як ex-officio член і обиралася опікункою дорадчої ради класичної школи, потім з 1977—1994 роках як постійний член ради). Вона також обиралася резиденткою у 1980 році, потім очолила Комітет з питань класичної школи (1981—1995). У 1995 році була нагороджена медаллю Сторіччя Академії за внесок у добробут організації. У 1975—1976 роках, крім того, працювала в Американській школі класичних досліджень в Афінах, де також була головою Комітету з публікацій у 1980—1982 роках.
Протягом своєї наукової діяльності Норт отримала кілька важливих академічних нагород, у тому числі стипендію від Національного фонду гуманітарних наук, стипендію Фулбрайта, нагороди від Фундації Форда та Національного гуманітарного центру, а також дві нагороди від Фонду Ґуґґенхайма. У 1976 році Гелен Норт обиралася президентом Американської філологічної асоціації.
У 1969 році отримала премію Гудвіна Американської філологічної асоціації за свою першу книгу «Софросина: самопізнання та самообмеження в грецькій літературі» (1966). Вона також отримала почесні докторські ступені Дублінського Триніті-коледжу, Фордгемського університету, Ласальського університету та Єльського університету.
Після виходу на пенсію вчена залишалася пов'язаною зі Свортмором як почесний професор, і в 2001 році на її честь було засновано лекцію Гелен Ф. Норт.
Норт була обрана до Американської академії мистецтв і наук у 1975 році та до Американського філософського товариства в 1991 році.
Перша книга — Sophrosyne: Self-Knowledge and Self-Restraint in Greek Literature (1966) — була відзначена Goodwin Award (1969). Також авторка From Myth to Icon: Reflections of Greek Ethical Doctrine in Greek Literature and Art (1979). Авторка десятків наукових статей.

## Вибрані праці
- 1966. Sophrosyne: Self-Knowledge and Self-Restraint in Greek Literature (Cornell Studies in Classical Philology xxxv, Cornell University Press)
- 1979. From Myth to Icon: Reflections of Greek Ethical Doctrine in Literature and Art (Cornell University Press)